# Androsteendion
Androsteendion is een steroïde waaruit het lichaam geslachtshormonen aanmaakt.
Androsteendion wordt zowel in de bijnieren als in de geslachtsklieren aangemaakt vanuit cholesterol, met progesteron als tussenstap.